# Řády, vyznamenání a medaile Běloruska

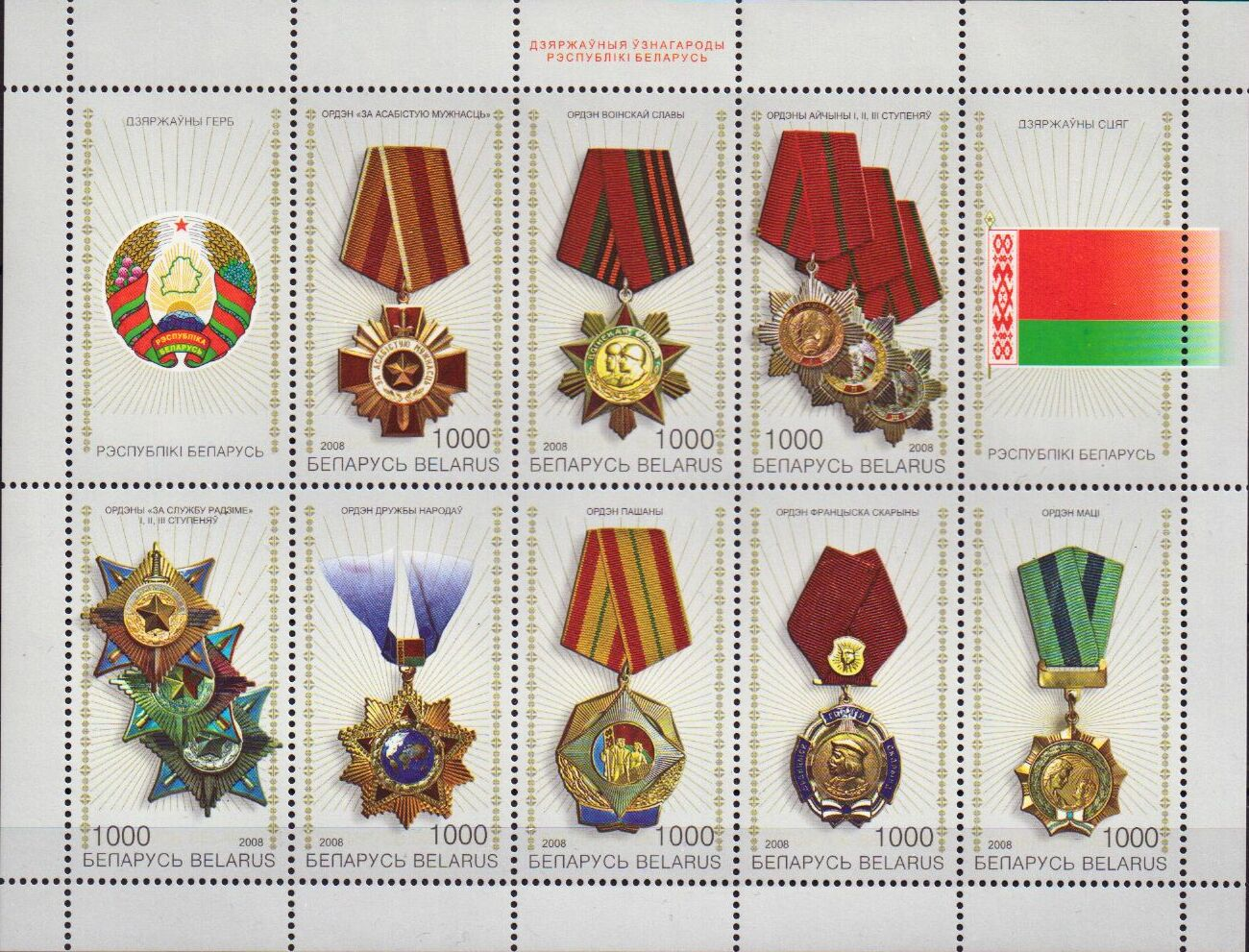
Běloruská vyznamenání na běloruských poštovních známkách vydaných v roce 2008

Státní vyznamenání Běloruské republiky jsou regulována zákonem č. 288-3 O státních vyznamenání běloruské republiky ze dne 18. května 2004 a vyhláškou prezidenta republiky č. 168 O některých otázkách udílení státních cen Běloruské republiky ze dne 8. dubna 2005. Kromě čestného titulu Hrdiny Běloruska sestává systém běloruských státních vyznamenání z deseti řádů, 9 medailí a 43 čestných titulů a dalších výročních medailí.

## Hrdina Běloruska

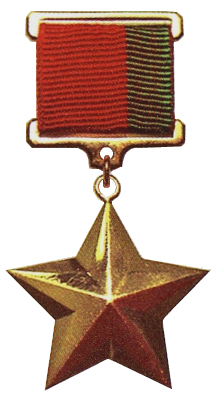
Hrdina Běloruska

Titul Hrdina Běloruska (Герой Беларусі) je nejvyšší státní vyznamenání Běloruské republiky. Ocenění tímto titulem získávají také speciální medaili Hrdiny Běloruska, která se nosí nalevo na hrudi nad všemi ostatními vyznamenáními. Toto vyznamenání bylo založeno dne 13. dubna 1995 a udíleno je za výjimečné služby státu a společnosti spojené s činy ve jménu svobody, nezávislosti a prosperity Běloruské republiky.

## Řády

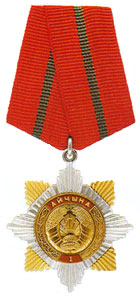
Řád vlasti I. třídy

- Řád vlasti (Ордэн Айчыны) – Toto vyznamenání bylo založeno dne 13. dubna 1995.[2] Udílen je ve třech třídách za zásluhy v sociálně-ekonomické, vědecké, sociální, umělecké, diplomatické či jiné oblasti.[4]
- Řád vojenské slávy (Ордэн Воінскай Славы) – Toto vyznamenání bylo založeno dne 13. dubna 1995.[2] Udíleno je v jediné třídě za vynikající službu v ozbrojených službách.[5]
- Řád pracovní slávy (Ордэн Працоўнай Славы) – Toto vyznamenání bylo založeno dne 28. dubna 2015.[6] Udílen je v jediné třídě za úspěchy v průmyslu, zemědělství, stavebnictví, dopravě či v sektoru služeb, stejně jako za vynikající služby v kulturní, umělecké, vzdělávací, lékařské, výzkumné oblasti podobně jako v dalších pracovních odvětvích.
- Řád za službu vlasti (Ордэн «За службу Радзіме») – Toto vyznamenání bylo založeno dne 13. dubna 1995.[2] Udílen je ve třech třídách za zásluhy o národ, zejména v oblasti národní bezpečnosti a obrany.[7]
- Řád za osobní odvahu (Ордэн «За асабістую мужнасць») – Toto vyznamenání bylo založeno dne 13. dubna 1995.[2] Udílen je v jediné třídě za  prokázanou výjimečnou odvahu a osobní statečnost za extrémních podmínek.[8]
- Řád přátelství mezi národy (Ордэн Сяброўства народаў) – Toto vyznamenání bylo založeno dne 21. května 2002.[9][10] Udíleno je v jediné třídě občanům Běloruska i cizím státním příslušníkům za služby Bělorusku při posilování míru, přátelských vztahů a spolupráce, za významné úspěchy v mezinárodní, veřejné, charitativní a humanitární oblasti.[11]
- Řád cti (Ордэн Пашаны) – Toto vyznamenání bylo založeno dne 13. dubna 1995.[2] Udíleno je v jediné třídě občanům Běloruska, organizacím, vojenským jednotkám a dalším kolektivům za úspěchy ve výrobě, výzkumu, státní správě, sociální, kulturní, sportovní a další činnosti, za vysoký výkon v různých oblastech hospodářství, za významné úspěchy v medicíně aj.[12]
- Řád Františka Skoriny (Ордэн Францыска Скарыны) – Toto vyznamenání bylo založeno dne 13. dubna 1995.[2] Udíleno je v jediné třídě občanům Běloruska i cizím státním příslušníkům za služby Bělorusku v oblasti umění, literatury, historických věd aj.
- Řád matky (Ордэн Маці) – Toto vyznamenání bylo založeno dne 13. dubna 1995.[2] Udílen je v jediné třídě ženám, které vychovávají pět dětí v okamžiku, kdy nejmladší z nich dosáhne věku jednoho roku za předpokladu, že i ostatní děti jsou stále naživu (z této podmínky existují zákone dané výjimky).[13]
- Řád za posílení míru a přátelství (Ордэн «За ўмацаванне міру і дружбы») – Toto vyznamenání bylo založeno dne 27. května 2017. Udíleno je v jediné třídě za výjimečnou službu při posilování bilaterálních vztahů s Běloruskou republikou.[14]

## Medaile

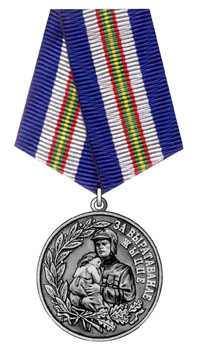
Medaile Za záchranu života

- Medaile Za odvahu (Медаль «За адвагу) – Toto vyznamenání bylo založeno dne 13. dubna 1995. Udíleno je příslušníkům ozbrojených sil, pohotovostních jednotek a dalším občanům za osobní statečnost a odvahu.[15]
- Medaile Za záchranu života (Медаль «За выратаванае жыццё») – Toto vyznamenání bylo založeno dne 28. dubna 2015. Udílena je občanům republiky za záchranu lidského života při přírodních katastrofách, požárech, nehodách a dalších mimořádných událostech ohrožujících život zachránce.[6]
- Medaile Za vynikající vojenskou službu (Медаль «За адзнаку ў воінскай службе» ) – Toto vyznamenání bylo založeno dne 13. dubna 1995. Udíleno je za profesní schopnost během vojenské služby.[16]
- Medaile Za zásluhy při ochraně veřejného pořádku (Медаль «За адзнаку ў ахове грамадскага парадку») – Toto vyznamenání bylo založeno dne 13. dubna 1995. Udíleno je příslušníkům jednotek vnitra, příslušníkům pohotovostních sborů a dalších jednotek za akce na podporu zajištění veřejného pořádku.[17]
- Medaile Za zásluhy při obraně státní hranice (Медаль «За адзнаку ў ахове дзяржаўнай граніцы») – Toto vyznamenání bylo založeno dne 13. dubna 1995. Udílena je příslušníkům pohraniční stráže a dalším občanům za odvahu a vynikající výkony při ochraně státní hranice.[18]
- Medaile za uznání při prevenci a eliminaci mimořádných událostí (Медаль «За адзнаку ў папярэджанні і ліквідацыі надзвычайных сітуацый») – Toto vyznamenání bylo založeno dne 15. června 2005. Medaile je udílena příslušníkům pohotovostních orgánů a správních útvarů, orgánů vnitra a dalším občanům Běloruska.
- Medaile Za pracovní zásluhy (Медаль «За працоўныя заслугі») – Toto vyznamenání bylo založeno dne 13. dubna 1995. Udílen je za významné úspěchy v různých odvětvích hospodářství, za vynálezy a inovace a za úspěchy ve vzdělávání a odborné přípravě mládeže či rozvoji tělesné výchovy a sportu.[19]
- Medaile Františka Skoriny (Медаль Францыска Скарыны) – Toto vyznamenání bylo založeno dne 20. dubna 1989. Udíleno je za vynikající výsledky v profesionální činnosti, za významný osobní přínos k rozvoji duchovního a intelektuálního potenciálu běloruského lidu a za ochranu kulturního dědictví.[20]
- Medaile Za bezchybnou službu (Медаль «За бездакорную службу») – Toto vyznamenání bylo založeno dne 13. dubna 1995. Medaile je udílena ve třech třídách za dlouholetou bezchybnou službu.[21]

### Pamětní medaile

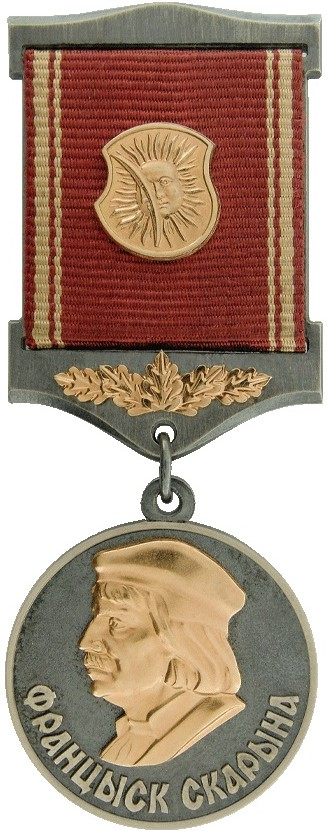
Medaile Františka Skoriny

Kromě výše uvedených existují i pamětní medaile. Jejich založení schvaluje samostatně prezident republiky nebo vedoucí státních orgánů celorepublikové úrovně (například ministři). Některé pamětní medaile (Medaile Žukova, Jubilejní medaile 50. výročí vítězství ve Velké vlastenecké válce 1941–1945) existují i v dalších postsovětských zemích.
- Jubilejní medaile 50. výročí vítězství ve Velké vlastenecké válce 1941–1945 (Юбілейны медаль «50 год Перамогі ў Вялікай Айчыннай вайне 1941—1945 гг.») – Toto vyznamenání bylo založeno dne 14. března 1995. Udělena byla veteránům a dalším účastníkům druhé světové války za účast ve válce.[22]
- Medaile Žukova (Медаль Жукава) – Toto vyznamenání bylo založeno dne 18. září 1997. Udělena byla účastníkům druhé světové války při příležitosti stého výročí narození G. K. Žukova.[23]
- Medaile 10. výročí stažení sovětských vojsk z Afghánistánu (Юбілейны медаль «У памяць 10-годдзя вываду савецкіх войскаў з Афганістана») – Toto vyznamenání bylo založeno dne 5. prosince 1999.[24] Udělena byla vojákům, kteří se účastnili války v Afghánistánu.[25]
- Jubilejní medaile 60. výročí osvobození Běloruska od nacistických útočníků (Юбілейны медаль «60 год вызвалення Рэспублікі Беларусь ад нямецка-фашысцкіх захопнікаў») – Toto vyznamenání bylo založeno dne 28. května 2004. Udělena byla na památku osvobození Běloruska od německé okupace veteránům, partyzánům, členům odboje a dalším účastníkům druhé světové války.[26]
- Jubilejní medaile 60. výročí vítězství ve Velké vlastenecké válce 1941–1945 (Юбілейны медаль «60 год Перамогі ў Вялікай Айчыннай вайне 1941—1945 гг.») – Toto vyznamenání bylo založeno dne 6. prosince 2004. Uděleno byla občanům bývalého Sovětského svazu i cizincům za mimořádný přínos k vítězství ve Velké vlastenecké válce ať už v rámci pracovního či vojenského nasazení, jako příslušníci partyzánských jednotek či členové odboje.[27]
- Medaile 65. výročí osvobození Běloruska od nacistických útočníků (Юбілейны медаль «65 год вызвалення Рэспублікі Беларусь ад нямецка-фашысцкіх захопнікаў») – Toto vyznamenání bylo založeno dne 4. prosince 2008. Udělena byla na památku osvobození Běloruska od německé okupace veteránům, partyzánům, členům odboje a dalším účastníkům druhé světové války.[28]
- Medaile 20. výročí stažení sovětských vojsk z Afghánistánu (Юбілейны медаль «20 год вываду савецкіх войскаў з Афганістана») – Toto vyznamenání bylo založeno dne 8. ledna 2009. Udělena byla vojákům, kteří se účastnili války v Afghánistánu.[29]
- Jubilejní medaile 65. výročí vítězství ve Velké vlastenecké válce 1941–1945 (Юбілейны медаль «65 год Перамогі ў Вялікай Айчыннай вайне 1941—1945 гг.») – Toto vyznamenání bylo založeno dne 5. ledna 2010. Udělena byla veteránům a dalším účastníkům druhé světové války za účast ve válce.[30]
- Jubilejní medaile 70. výročí vítězství ve Velké vlastenecké válce 1941–1945 (Юбілейны медаль «70 год Перамогі ў Вялікай Айчыннай вайне 1941—1945 гг.») – Toto vyznamenání bylo založeno dne 21. prosince 2013. Udělena byla veteránům a dalším účastníkům druhé světové války za účast ve válce.
- Medaile 70. výročí osvobození Běloruska od nacistických útočníků (Юбілейны медаль «70 год вызвалення Рэспублікі Беларусь ад нямецка-фашысцкіх захопнікаў») – Toto vyznamenání bylo založeno dne 10. ledna 2014. Udělena byla na památku osvobození Běloruska od německé okupace veteránům, partyzánům, členům odboje a dalším účastníkům druhé světové války.[31]
- Medaile 100. výročí ozbrojených sil Běloruské republiky (Юбілейны медаль «100 год Узброеным Сілам Рэспублікі Беларусь») –  Toto vyznamenání bylo založeno dne 28. září 2017. Udíleno je za dosažení vysokých výsledků v profesionální činnosti příslušníkům ozbrojených sil Běloruska, veteránům Velké vlastenecké války a dalším veteránům ozbrojených sil Běloruska, úředníkům státních orgánů aj.[32]
- Medaile 75. výročí osvobození Běloruska od nacistických útočníků (Юбілейны медаль «75 год вызвалення Беларусі ад нямецка-фашысцкіх захопнікаў») – Toto vyznamenání bylo založeno dne 2. dubna 2019. Udělena byla na památku osvobození Běloruska od nacistického Německa veteránům, partyzánům, členům odboje a dalším účastníkům druhé světové války.[33]
- Medaile 80. výročí běloruské policie (Юбілейны медаль «80 год беларускай міліцыі») – Toto vyznamenání bylo založeno dne 31. ledna 1997.
- Medaile 90. výročí běloruské policie (Юбілейны медаль «90 год міліцыі Беларусі») – Toto vyznamenání bylo založeno dne 31. prosince 2006.
- Medaile 100. výročí běloruské policie (Юбілейны медаль «100 год міліцыі Беларусі») – Toto vyznamenání bylo založeno dne 17. května 2016.[34]
- Medaile 80. výročí ozbrojených sil Běloruské republiky (Юбілейны медаль «80 год Узброеных Сіл Рэспублікі Беларусь») – Toto vyznamenání bylo založeno dne 13. února 1998.[35]
- Medaile 90. výročí ozbrojených sil Běloruské republiky (Юбілейны медаль «90 год Узброеных Сіл Рэспублікі Беларусь») – Toto vyznamenání bylo založeno dne 28. prosince 2007.
- Medaile 80. výročí pohraniční stráže Běloruské republiky (Юбілейны медаль «80 год Пагранічных войскаў Рэспублікі Беларусь») – Toto vyznamenání bylo založeno dne 25. února 1998.
- Medaile 90. výročí pohraniční stráže Běloruské republiky (Юбілейны медаль «90 год на варце граніцы») – Toto vyznamenání bylo založeno dne 27. května 2008.
- Medaile 100. výročí pohraniční stráže Běloruské republiky (Юбілейны медаль «100 год органам пагранічнай службы Беларусі») – Toto vyznamenání bylo založeno dne 9. října 2017.[36]
- Medaile 80. výročí Výboru pro státní bezpečnost Běloruské republiky (Юбілейны медаль «80 год Камітэту дзяржаўнай бяспекі Рэспублікі Беларусь») – Toto vyznamenání bylo založeno dne 20. října 1997.
- Medaile 90. výročí Výboru pro státní bezpečnost Běloruské republiky (Юбілейны медаль «90 год органам дзяржаўнай бяспекі Беларусі») – Toto vyznamenání bylo založeno dne 16. října 2007.
- Medaile 30. výročí stažení sovětských vojsk z Afghánistánu (Юбілейны медаль «30 год вываду савецкіх войскаў з Афганістана») – Toto vyznamenání bylo založeno dne 16. října 2018.[37]
- Medaile 100. výročí běloruských odborů (Юбілейны медаль «100 год прафсаюзнаму руху Беларусі») – Toto vyznamenání bylo založeno dne 26. dubna 2004.
- Medaile 150. výročí hasičského sboru Běloruska (Юбілейны медаль «150 год пажарнай службе Беларусі») – Toto vyznamenání bylo založeno dne 4. srpna 2003.[38]
- Medaile 80. výročí státního zastupitelství Běloruské republiky (Юбілейны медаль «80 год Пракуратуры Рэспублікі Беларусь») – Toto vyznamenání bylo založeno dne 9. dubna 2002.
- Medaile 90. výročí státního zastupitelství Běloruské republiky (Юбілейны медаль «90 год Пракуратуры Рэспублікі Беларусь») – Toto vyznamenání bylo založeno dne 14. května 2012.
- Medaile 100. výročí diplomatických služeb Běloruska (Юбілейны медаль «100 год дыпламатычнай службе Беларусі») – Toto vyznamenání bylo založeno dne 16. října 2018.[39]

## Čestné tituly

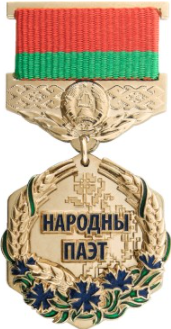
Lidový básník Běloruska, verze používaná od roku 2020

Čestné tituly lze přibližně rozdělit do tří skupin. První skupina zahrnuje významnější čestné tituly. Jejich udělení je podmíněno dřívějším udělením čestného titulu nižšího stupně (například pro udělení titulu Lidového učitele Běloruska je nutné dřívější udělení čestného titulu Zasloužilého učitele Běloruska).
- Lidový básník Běloruska (Народны паэт Беларусі) – Toto vyznamenání bylo založeno dne 27. března 1956. Udíleno je za speciální služby v oblasti rozvoje poetické tvořivosti, za vytvoření vysoce ceněných uměleckých děl, která významně přispěla k rozvoji národní literatury a získala uznání veřejnosti.
- Lidový spisovatel Běloruska (Народны пісьменнік Беларусі) – Toto vyznamenání bylo založeno dne 27. března 1956. Udíleno bylo za speciální zásluhy o rozvoj ruské literatury, vytvoření vysoce ceněného díla, které významně přispělo k rozvoji literatury a získalo uznání veřejnosti.
- Lidový umělec Běloruska (Народны артыст Беларусі) – Toto vyznamenání bylo založeno dne 5. prosince 1927. Udíleno je za vytvoření vysoce umělecky hodnotného uměleckého díla, které významně přispělo k rozvoji národní kultury a získalo uznání veřejnosti.
- Lidový výtvarník Běloruska (Народны мастак Беларусі) – Toto vyznamenání bylo založeno dne 7. ledna 1944. Udíleno je za vytvoření vysoce ceněného výtvarného díla, které přispělo k rozvoji národní kultury a získalo uznání veřejnosti.
- Lidový lékař Běloruska (Народны ўрач Беларусі) – Toto vyznamenání bylo založeno dne 23. listopadu 1988. Udíleno je za zásluhy při posilování zdraví populace, za poskytování lékařské péče s využitím moderních postupů a technologií, za významný přínos medicíně, které získalo uznání široké veřejnosti.
- Lidový učitel Běloruska (Валерый Васільевіч Барашкоў) – Toto vyznamenání bylo založeno dne 23. listopadu 1988. Udíleno je za zvláštní zásluhy při výuce a výchově žáků a studentů a za mimořádný přínos v oblasti vzdělávání, které si získalo uznání široké veřejnosti.

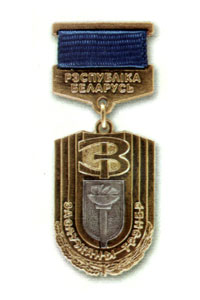
Zasloužilý trenér Běloruska, vzor 2005

Druhá skupina zahrnuje čestné tituly týkající se sportu: Zasloužilý trenér Běloruska a Zasloužilý mistr sportu Běloruska. Jejich hlavní rozdíl od ostatních čestných titulů spočívá v modré stuze z hedvábného moaré.
- Zasloužilý trenér Běloruské republiky (Заслужаны трэнер Рэспублікі Беларусь) – Toto vyznamenání bylo založeno dne 13. dubna 1995.
- Zasloužilý mistr sportu Běloruské republiky (Заслужаны майстар спорту Рэспублікі Беларусь) – Toto vyznamenání bylo založeno dne 13. dubna 1995. Udíleno je za dosažení vysokých výsledků na olympijských hrách, paralympijských hrách a mistrovství světa či světových i evropských pohárech.

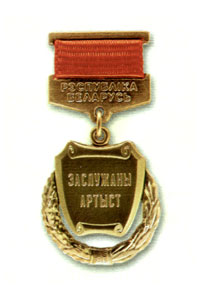
Zasloužilý umělec Běloruské republiky

Poslední skupinou jsou čestné tituly spojené s úspěchy v profesní činnosti. Všechny mají kulatý tvar o průměru 24 mm. Stuha z hedvábného moaré je červená. Ve spodní části destičky se stužkou je nápis Běloruská republika.
- Zasloužilý umělec Běloruské republiky (Заслужаны артыст Рэспублікі Беларусь) – Toto vyznamenání je udíleno umělcům, kteří vytvořili vysoce umělecky ceněná díla.
- Zasloužilý výtvarný umělec Běloruské republiky (Заслужаны дзеяч мастацтваў Рэспублікі Беларусь) – Toto vyznamenání bylo založeno dne 13. dubna 1995 zákonem č. 3726-XII.[2]
- Zasloužilý pracovník v kultuře Běloruské republiky (Заслужаны дзеяч культуры Рэспублікі Беларусь) – Toto vyznamenání je udíleno zaměstnancům kulturních institucí, tisku, rozhlasu a televize a dalších podobných organizací.
- Zasloužilý vědec Běloruské republiky (Заслужаны дзеяч навукі Рэспублікі Беларусь) – Toto vyznamenání je udíleno předním běloruským vědcům za zásluhy o rozvoj vědy.
- Zasloužilý vynálezce Běloruské republiky (Заслужаны вынаходнік Рэспублікі Беларусь) – Toto vyznamenání je udíleno autorům zvláště důležitých vynálezů zavedených do praxe.
- Zasloužilý inovátor Běloruské republiky (Заслужаны рацыяналізатар Рэспублікі Беларусь) – Toto vyznamenání je udíleno autorům inovativních návrhů uvedených do praxe.
- Zasloužilý učitel Běloruské republiky (Заслужаны настаўнік Рэспублікі Беларусь) – Toto vyznamenání je udíleno učitelům za jejich profesní zásluhy a úspěchy.
- Zasloužilý pracovník ve školství Běloruské republiky (Заслужаны працаўнік адукацыі Рэспублікі Беларусь) – Toto vyznamenání je udíleno za profesní zásluhy v pedagogické a vzdělávací činnosti zaměstnancům školství.
- Zasloužilý lékař Běloruské republiky (Заслужаны ўрач Рэспублікі Беларусь) – Toto vyznamenání je udíleno lékařům za zásluhy v jejich práci.
- Zasloužilý pracovník ve zdravotnictví Běloruské republiky (Заслужаны працаўнік аховы здароўя Рэспублікі Беларусь) – Toto vyznamenání je udíleno za zásluhy zdravotníkům.
- Zasloužilý pracovník v sociální oblasti Běloruské republiky (Заслужаны працаўнік сацыяльнай абароны Рэспублікі Беларусь) – Toto vyznamenání je udíleno sociálním pracovníkům za zásluhy v práci.
- Zasloužilý pracovník v průmyslu Běloruské republiky (Заслужаны працаўнік прамысловасці Рэспублікі Беларусь) – Toto vyznamenání je udíleno pracovníkům v průmyslu za jejich profesní úspěchy a za zásluhy o rozvoj výroby.
- Zasloužilý pracovník v zemědělství Běloruské republiky (Заслужаны працаўнік сельскай гаспадаркі Рэспублікі Беларусь) – Toto vyznamenání je udíleno pracovníkům v zemědělství za zásluhy v práci.
- Zasloužilý lesník Běloruské republiky
- Zasloužilý stavitel Běloruské republiky (Заслужаны будаўнік Рэспублікі Беларусь) – Toto vyznamenání je udíleno stavebním dělníkům za jejich pracovní zásluhy.
- Zasloužilý architekt Běloruské republiky (Заслужаны архітэктар Рэспублікі Беларусь) – Toto vyznamenání je udíleno architektům za zásluhy o rozvoj architektury.
- Zasloužilý operátor signálu Běloruské republiky
- Zasloužilý ekonom Běloruské republiky (Заслужаны эканаміст Рэспублікі Беларусь) – Toto vyznamenání je udíleno ekonomům za jejich zásluhy o rozvoj ekonomické vědy a národního hospodářství Běloruska.
- Zasloužilý právník Běloruské republiky (Заслужаны юрыст Рэспублікі Беларусь) – Toto vyznamenání je udíleno právníkům za rozvoj právní vědy, jejich bezchybný výkon a profesionální zásluhy.
- Zasloužilý energetický inženýr Běloruské republiky (Заслужаны энэргетык Рэспублікі Беларусь) – Toto vyznamenání je udíleno zaměstnancům v oblasti energetiky za jejich pracovní zásluhy.
- Zasloužilý metalurg Běloruské republiky
- Zasloužilý horník Běloruské republiky
- Zasloužilý pracovník sektoru služeb Běloruské republiky
- Zasloužilý pracovník v dopravě Běloruské republiky (Заслужаны працаўнік транспарту Рэспублікі Беларусь) – Toto vyznamenání je udíleno pracovníkům v dopravě za zásluhy o rozvoj vnitrostátní dopravy a zlepšení kvality služeb.
- Zasloužilý specialista ozbrojených sil Běloruské republiky (Заслужаны спэцыяліст Узброеных Сіл Рэспублікі Беларусь) – Toto vyznamenání je udíleno za profesionální zásluhy o posílení obranyschopnosti země.
- Zasloužilý pilot Běloruské republiky (Заслужаны пілот Рэспублікі Беларусь) – Toto vyznamenání je udíleno za zásluhy pilotům civilního letectví.
- Zasloužilý navigátor Běloruské republiky
- Zasloužilý zaměstnanec orgánů státní bezpečnosti Běloruské republiky (Заслужаны супрацоўнік органаў дзяржаўнай бясьпекі Рэспублікі Беларусь) – Toto vyznamenání je udíleno příslušníkům státní bezpečnostních agentur za jejich zásluhy v práci.
- Zasloužilý pracovník státního zastupitelství Běloruské republiky – Toto vyznamenání je udíleno zaměstnancům státního zastupitelství za profesionální zásluhy.
- Zasloužilý pracovník orgánů pro vnitřní záležitosti Běloruské republiky (Заслужаны працаўнік органаў унутраных спраў Рэспублікі Беларусь) – Toto vyznamenání je udíleno zaměstnancům orgánů vnitra za profesionální zásluhy.
- Zasloužilý pracovník pohraniční stráže Běloruské republiky (Заслужаны памежнік Рэспублікі Беларусь) – Toto vyznamenání je udíleno příslušníkům pohraniční stráže za jejich úspěchy ve službě.
- Zasloužilý celník Běloruské republiky
- Zasloužilý záchranář Běloruské republiky (Заслужаны ратавальнік Рэспублікі Беларусь) – Toto vyznamenání je udíleno zaměstnancům orgánů pro nouzové situace za služby vedoucí k prevenci mimořádných událostí.
- Zasloužilý geolog Běloruské republiky (Заслужаны геолаг Рэспублікі Беларусь) – Toto vyznamenání je udíleno pracovníkům geodetických organizací za skvělé zásluhy o oblast geologie.
- Zasloužilý pracovník tělesné výchovy a sportu Běloruské republiky

## Ceny
Ceny Běloruské republiky se udílí za úspěchy v oblasti vědy a techniky, literatury, umění a architektury, stejně jako za přínos k rozvoji země a hájení jejích duchovních hodnot. Tato ocenění jsou nejvyšším uznáním služeb jejich nositelů společnosti a státu.
- Státní cena Běloruské republiky (Дзяржаўная прэмія Рэспублікі Беларусь) – Toto vyznamenání je nejvyšším oceněním zásluh pracovníků ve vědě a technice, literární činnosti, v umění a architektuře. Existují dvě kategorie státních cen: Státní cena za vědu a techniku a Státní cena za literaturu, umění a architekturu.[41]
- Cena prezidenta Běloruské republiky (Прэміі Прэзідэнта Рэспублікі Беларусь) – Toto vyznamenání se udílí vědcům, pracovníkům v kultuře a dalším, kteří dosáhli významných výsledků tvůrčí, kulturní, vzdělávací aj. činností a kteří dosáhli veřejného uznání. Udílena je i sportovcům za významný přínos k rozvoje sportu a hromadné tělesné kultury. Existují tři typy cen: Cena Za duchovní obrození (založená roku 1997),[42] Zvláštní cena prezidenta Běloruské republiky pro pracovníky v oblasti kultury a umění (založená roku 1998)[43] a Zvláštní cena prezidenta Běloruské republiky Běloruský sportovní Olympus (založená roku 2003).[44]